# Pollux (mouilleur de mines)
Pour les articles homonymes, voir Pollux.
Le Pollux était un navire de guerre qui a servi de 1915 à 1963, sous trois pavillons successifs : construit pour l'Empire russe, il a été utilisé par les Russes blancs durant la guerre civile, puis par les Français durant l'entre-deux-guerres, par les Britanniques durant la Seconde Guerre mondiale, et il a terminé sa carrière après-guerre dans la marine nationale française.

## Noms de baptême
Le premier nom du navire fait référence à Ilya Mouromets, un héros légendaire slave, synonyme de force physique et morale.

## Historique
Ce navire est initialement construit comme brise-glace et baptisé du nom d’Ilia Mouromets. Fuyant l’avancée de l’Armée rouge en Crimée, il quitte Sébastopol avec la flotte de l'Armée blanche en 1920 et se réfugie d’abord à Constantinople, puis à la base navale de Bizerte en décembre 1920. L’Ilia Mouromets fait partie des navires que la France récupère pour se rembourser des frais avancés pour l’accueil de la flotte et de leurs équipages ; il est alors rebaptisé Pollux et affecté au mouillage de mines.